# Покровка (Миколаївський район)
Покро́вка — село в Україні, в Очаківській міській громаді Миколаївського району Миколаївської области. Село розташоване на Кінбурнському півострові, за 30 км на південний схід від Очакова і за 96 км від найближчої залізничної станції Миколаїв. Населення — 229 осіб.
Колишній центр Покровської волості Дніпровського повіту Таврійської губернії. Колишній орган місцевого самоврядування — Покровська сільська рада. Сільраді було підпорядковано села Василівка і Покровське.
Станом на листопад 2022 року Покровка є одним з трьох населених пунктів Миколаївщини (разом з Василівкою і Покровським), що через своє розташування на Кінбурнському півострові досі перебувають під російською окупацією.

## Населення

### Мовний склад
Рідна мова населення за даними перепису 2001 року:
| Мова       | Чисельність, осіб | Доля     |
| ---------- | ----------------- | -------- |
| Українська | 203               | 88,65 %  |
| Російська  | 26                | 11,35 %  |
| Разом      | 229               | 100,00 % |

## Історія
У селі Покровка і Василівка виявлені сліди поселення епохи пізньої бронзи (кінець II тисячоліття до н. е.) і трьох античних поселень (VI—II ст. до н. е.), на одному з яких знайдена срібна ольвійська монета із зображенням богині Деметри.
Покровку засновано в другій половині XVIII ст. кріпаками-втікачами з Чернігівщини. Станом на 1886 рік у селі мешкало 394 особи, налічувалось 73 двори, існували молитовний будинок та 2 лавки.
Покровка — це село колишніх державних селян. Перша письмова згадка про село Покровка з'явилася 1791 року. Свою назву воно дістало на честь перемоги над турками у битві за Кінбурнську фортецю. Ця подія сталася 14 жовтня 1787 року. Тут похований Сидір Білий (1735 — 20 червня 1788 року). Ховали свого отамана козаки за старим запорозьким звичаєм — під гарматну пальбу — в Олександрівській церкві Кінбурнської фортеці
У часи існування Кримського ханства, неподалік від сучасного села Покровка — на північному заході — існувало татарське поселення, позначене на старих картах як «Місь Хересі».
На початку ХІХ ст. село існувало у вигляді хуторів, назви яких походили від прізвищ засновників — Бородинівка, Морозівка, Передерійовка, Ковалівка, Чимилівка. Ці назви зберігаються дотепер. За традицією, населення села зосереджено у трьох місцях — при Ягорлицькій затоці Чорного моря (найбільша частина), при Дніпро-Бузькому лимані й у передмісті зруйнованої кінбурнської фортеці.
1870 року, у с. Покровка було 140 дворів, жителі мали 6502,7 десятини землі. Орні землі становили 649 десятин, 3458 — пасовиська. На кожен двір припадало по 6 голів великої рогатої худоби, тому скотарство було одним із найважливіших занять для населення. Другим важливим промислом було рибальство. Ловили білугу, осетрів, камбалу, кефаль, скумбрію (баламута). Покровчани рибалили у морі на шаландах по декілька чоловік. На кожній був куховар, який готував їжу. Робочий день на шаландах розпочинався зі сходом сонця. Якщо улов був багатим, на щоглу вивішували халат або кошик — це було сигналом, щоб жінки та діти, які чекали на березі, готувались якнайшвидше перебрати сітки і виплутати рибу. З червня до жовтня тривала ломка солі на соляних озерах, на яких працювали не лише чоловіки, а й жінки й діти.
Ще у ХІХ ст. на кефальних озерах було створено велике кефальне господарство площею 15 кв. км. Це була система природних озер, з'єднаних штучними і природними каналами з Ягорлицькою затокою. За станом каналів стежили діди, призначені громадою. Канали прочищались спеціальними дерев'яними пристроями, які тягли воли по обидва боки каналу. З покровських озер щорічно виловлювали 150—200 центнерів кефалі.
Церкву Покрови Божої Матері звели у центрі Покровки 1914 року. Раніше на цьому ж місці знаходилась інша церква, теж Покрова, зведена на честь перемоги над турками у російсько-турецькій війні. Того часу на терені Кінбурнської фортеці було дві церкви. В одній із них — Олександрівській — за старим запорозьким звичаєм — під гарматну пальбу — поховали козаки свого отамана, козачого полковника Сидора Білого загиблого під час оборони Кінбурнської фортеці.
1924 року храм у Покровці було закрито. Через 10 років були зняті дзвони та хрести, а приміщення перебудували для потреб мешканців села. В радянські роки тут був склад, потім клуб. 1986 року церква згоріла. У 2000 роках храм відбудовано.
У Другій світовій війні брали участь 150 жителів села, 113 з них нагороджені орденами і медалями СРСР, 61 чоловік поліг смертю хоробрих. 1975 року в Покровці споруджено пам'ятник на честь воїнів-визволителів і воїнів-односельців, загиблих у боротьбі з гітлерівськими військами.

## Економіка
У Покровці працюють риболовецькі бригади. Розвивається туристична галузь.

## Освіта і культура
У Покровці є школа (на 1 вересня 2019 року, учителів — 4, учнів 17), клуб, 2 бібліотеки з фондом 14,4 тис. книг. Донедавна була дільнична лікарня на 25 ліжок (5 медпрацівників, у тому числі 1 лікар), аптека, магазин, відділення Укрпошти, Ощадбанку України.
Покровську школу на початку минулого століття збудовано на кошти Г. М. Капусти, нащадка кошового осавула з війська Богдана Хмельницького. У той час його родина була найбагатшою на півострові. На початку 1920 р. Григорія Капусту було заарештовано і згодом знищено. Людей з прізвищем Капуста нині на Кінбурні нема.

## Природа та екологія

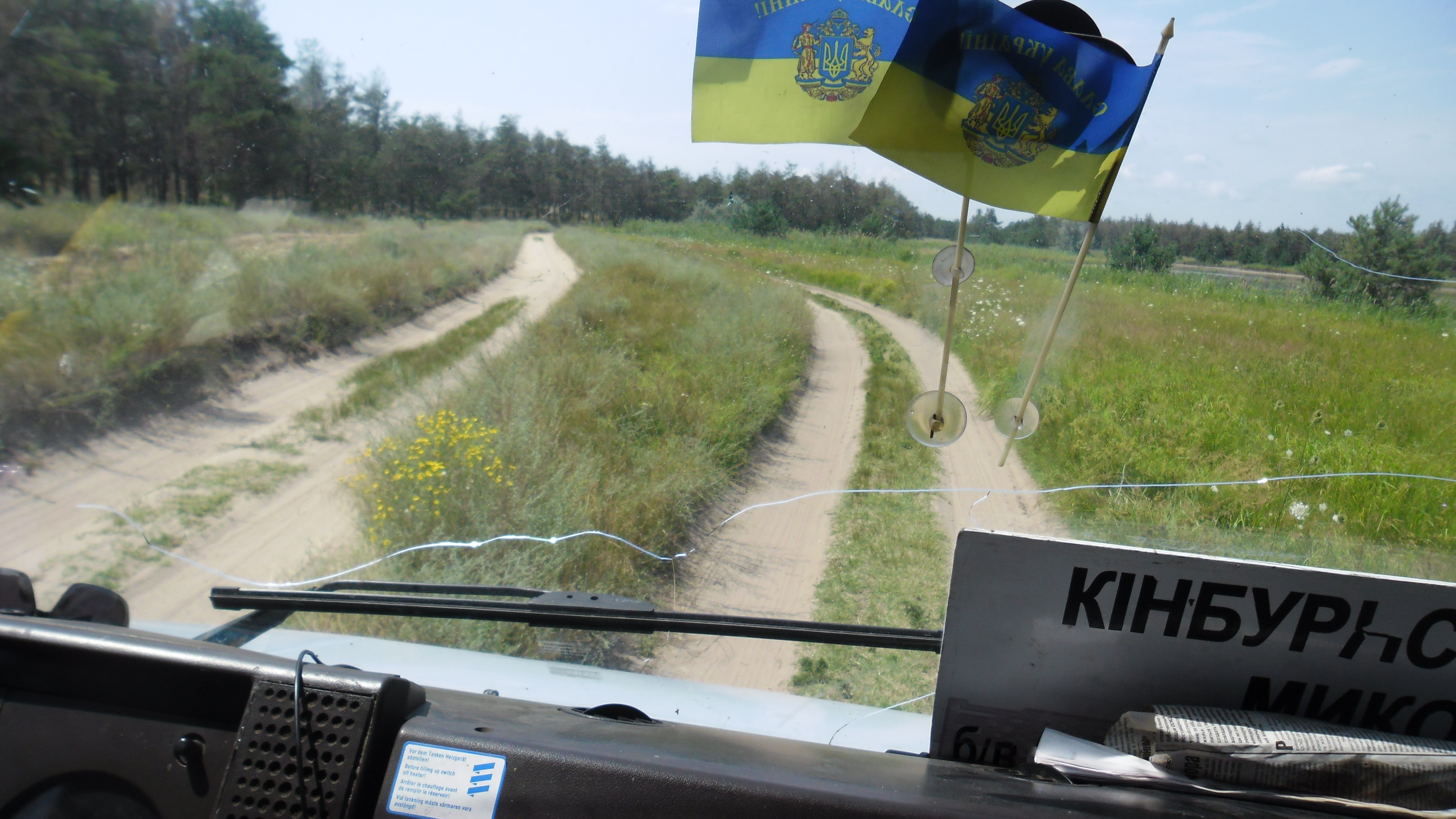
Дорога на Кінбурн — по піску потребує спеціальної техніки.

Кінбурнська коса є унікальним куточком живої природи, у якому, — понад тисяча різних видів рослин, 3965 га лісонасаджень. Тут розташовано 250 мілководих прісних і солоних озер, порослих осокою і очеретом, що створює сприятливі умови для гніздування, відпочинку і зимівлі диких водоплавних птахів. Волижин ліс — ділянка біосферного Чорноморського заповідника — розташований на площі 203 га. У складі заповідника з 1937 року.
На Кінбурнській косі можна побачити найбільші у Європі поля диких орхідей. У регіональному ландшафтному парку 2 види цих квітів. На Кінбурнській косі їх на квадратному метрі — кілька десятків.
На частині території коси, створено Чорноморський біосферний заповідник Національної академії наук України, де під охороною перебувають птахи — білі чаплі, лебеді, чорноголові чайки, фазан, сірі куріпки, качки, а також цінні тварини — олені, сарни. У 1971 р. за рішенням Миколаївського облвиконкому Кінбурнська коса оголошена державним заповідником.

## Зелена аптека
На Кінбурнському півострові нараховано майже тисячу видів рослин. Серед них особливо цінні лікарські:
- аїр або лепеха (Acoruscalamus L.);
- акація біла (Robinia pseudoacacia), завезена з Америки до Європи 1620 року відомим мандрівником Веспазіно Робіна. На його честь і названо цей рід;
- аконіт вовчий (Aconitum vulparia);
- алтея лікарська, мальва (Althata officinalis L.) — відвар з кореня алтея, а частіше настій із квітів, застосовують для промивання очей при запаленні та загниванні повік, для полоскання горла, а також для клізм. Корінь використовують при шлунково-кишкових захворюваннях, а також як знеболювальне;
- беладона звичайна (Atropabella-dona);
- блекота чорна (Hyoscyamus niger);
- будяк акантолистий (Carduus acanthoides);
- бузина чорна (Sambucus nigra L.);
- вероніка лікарська (Veronica officin alis L.) — настій, сік з розім'ятої свіжої трави використовують під час різних уражень шкіри, а також покритої волоссям частини голови, для промивання й примочок у разі легких поранень і забоїв, у вигляді чаю з суміші трав вероніки, фіялки триколірної й череди вживають при всіх видах висипів на шкірі, екземі, золотусі, грибкових ураженнях;
- вика лісова (Vicia sylvatica);
- вороняче око (Paris quadrifolia);
- галінсога дрібноквіткова (Galinsoga parviflora);
- гвоздика пишна (Dianthus superbus);
- глуха кропива крапчаста (Lamium maculatum);
- дев'ясил або оман (Inula britanica L.) — мазь із кореня використовують при шкірних захворюваннях, зокрема, корості, вино з оману вживають при катарі кишок і пониженій кислотності, здрібнений корінь разом із коренем лопуха та медом — при ревматизмі, лікуванні грипу;
- дзвоники рапунцелеподібні (Campanula rapunculoides);
- деревій звичайний (Achillea millefolium), — сік з листя деревію, нанесений на свіжу рану, зупиняє кровотечу і сприяє загоєнню, напаром квітів миють обличчя, сік із листків з медом, по 3 чайні ложки на день, приймають для посилення апетиту, поліпшення обміну речовин, при хворобах печінки й жіночих хворобах;
- дурман звичайний (Datura stramonium);
- жовтець повзучий (Ranunculus repens);
- звіробій звичайний (Hypericum perforatum), — маззю лікують рани, нариви й інші гнійні запалення, відвар, настоянку з листків і квітів приймають під час грипу, ревматизму (зменшує ломоту), головному болі, захворюваннях печінки;
- калина звичайна червона (Viburnum opulus L.);
- кермек;
- квасениця звичайна (Oxalisacetosella);
- кмин пісковий (Helichrysum arenarium L.);
- конвалія звичайна (Convallaria majalis);
- кропива дводомна велика (Urtica dioica L.);
- кульбаба лікарська (Taraxacum officinale);
- льонок звичайний (Linaria vulgaris);
- мак дикий (Papaver rhoeas);
- маслинка вузьколиста;
- м'ята (Mentha piperita L.);
- ожина сиза (Rubus caesius L.);
- осот городній жовтий (Sonchus oleraceus);
- осот польовий (Cirsium arvense);
- паслін чорний (Solanum nigrum);
- первоцвіт весняний (Primula elatior);
- перстач прямостоячий (Potentilla erecta);
- пирій повзучий (Triticum repens L., Agropyrum repens, Elytrigia repens (L.);
- пижмо звичайне (Tanacetum vulgare L.);
- підбіл звичайний (Tussilago farfara);
- ромашка лікарська (Chamomilla recutita);
- сокирки польові (Consolida regalis);
- спориш звичайний (Polygonum aviculare);
- чебрець (Thymus serpyllum L.) — настій використовують для примочок, загоювання ран і опіків, відвари приймають при хронічному гастриті, безсонні, хворобах печінки, недокрів'ї, порушенні обміну речовин;
- чистотіл звичайний (Chelidonium majus);
- цикорій дикий (Cichorium intybus);
- цибуля ведмежа (Allium ursinum);
- фіялка польова (Viola arvensis).

Місцеве населення Кінбурну використовує такі рослини при захворюваннях:
- серця — полин таврійський, конвалію, м'яту, пирій повзучий;
- печінки — кмин пісковий, гарбузи, ягоди бузини чорної;
- судинорозширювальні — глід, горобину чорноплідну, барвінок, часник, мак;
- заспокійливі — валеріану, хміль, мак, півонії;
- відхаркувальні — подорожник, мати-мачуху, оман, акацію білу;
- під час кашлю — чебрець, малину, цвіт липи, мак, звіробій, акацію білу;
- як антисептики — хрін, чебрець, чистотіл, шавлію;
- у разі туберкульозу легень — молоді соснові шишки, чистотіл;
- гельмінтозах — пижмо, насіння гарбузів;
- для лікування фурункулів — пирій повзучий;
- від геморою — пирій повзучий;
- від бородавок — горобину домашню;
- для поліпшення травлення — аїр, кульбабу, м'яту, полин, деревій, ромашку, звіробій;
- як зв'язувальні — кору дуба, звіробій, шавлію;
- послаблювальні — ревінь, крушину, робінію;
- у разі виснаження — козельці, кермек, оман;
- сечо-потогінні — кавуни, дині, терен, акацію білу;
- жарознижувальні — цвіт липи, акації білої;

Чай готують із чебрецю, м'яти, звіробою, малини, деревію, цикорію тощо.

## Відомі люди
В селі народилися:
- Глушко Олександр Кіндратович — український прозаїк, журналіст, член Національної спілки письменників, заслужений журналіст України.
- Книга Олександр Андрійович — український театральний діяч. Заслужений діяч мистецтв України.Народний артист України.
- Коломойцев Микола Миколайович — контр-адмірал, капітан криголама «Єрмак» (1902–1904), есмінця «Буйний», який відзначився у Цусімській битві 1905 р.

## Галерея

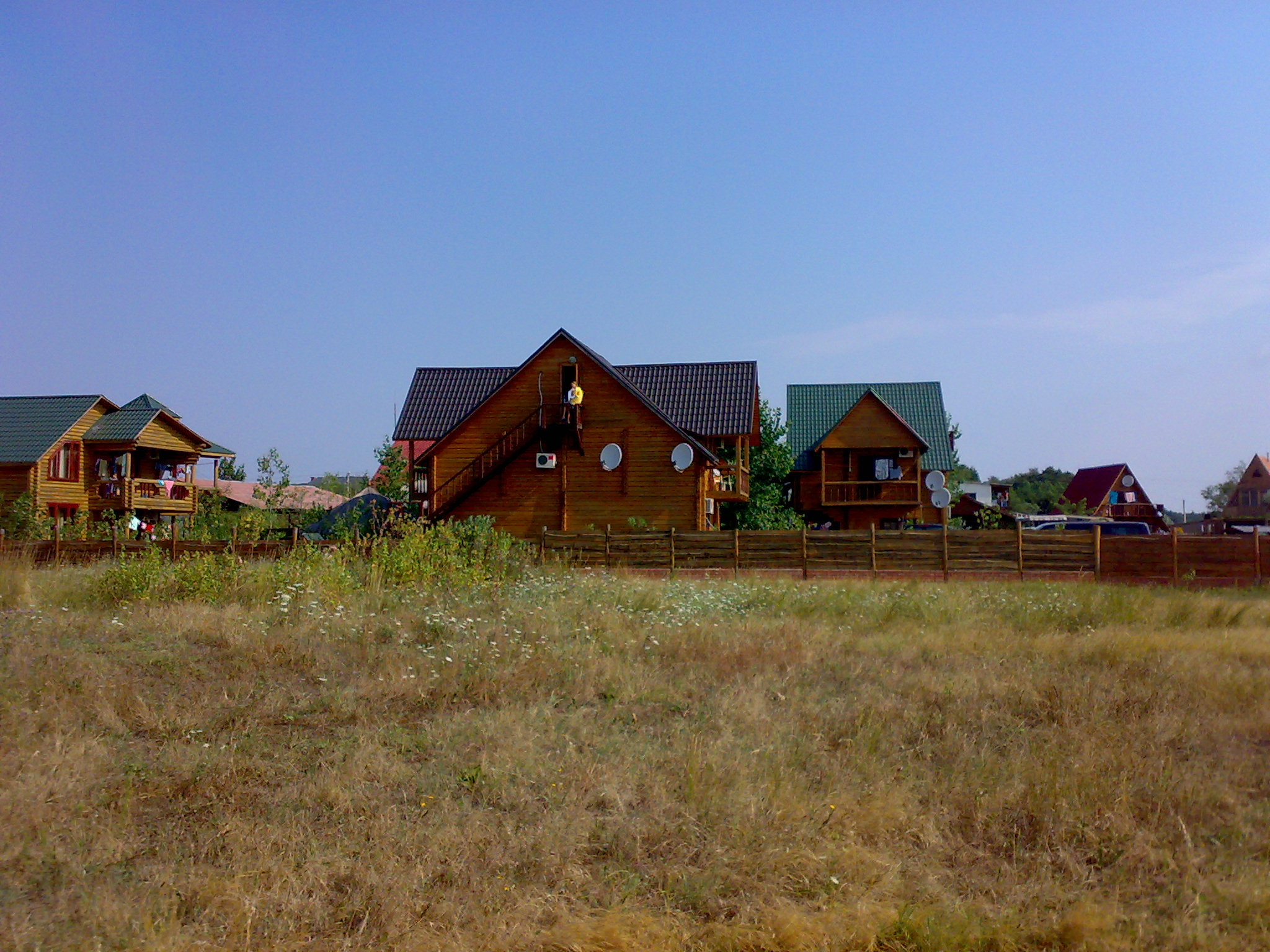
Покровка туристична. База відпочинку "Крута осип".
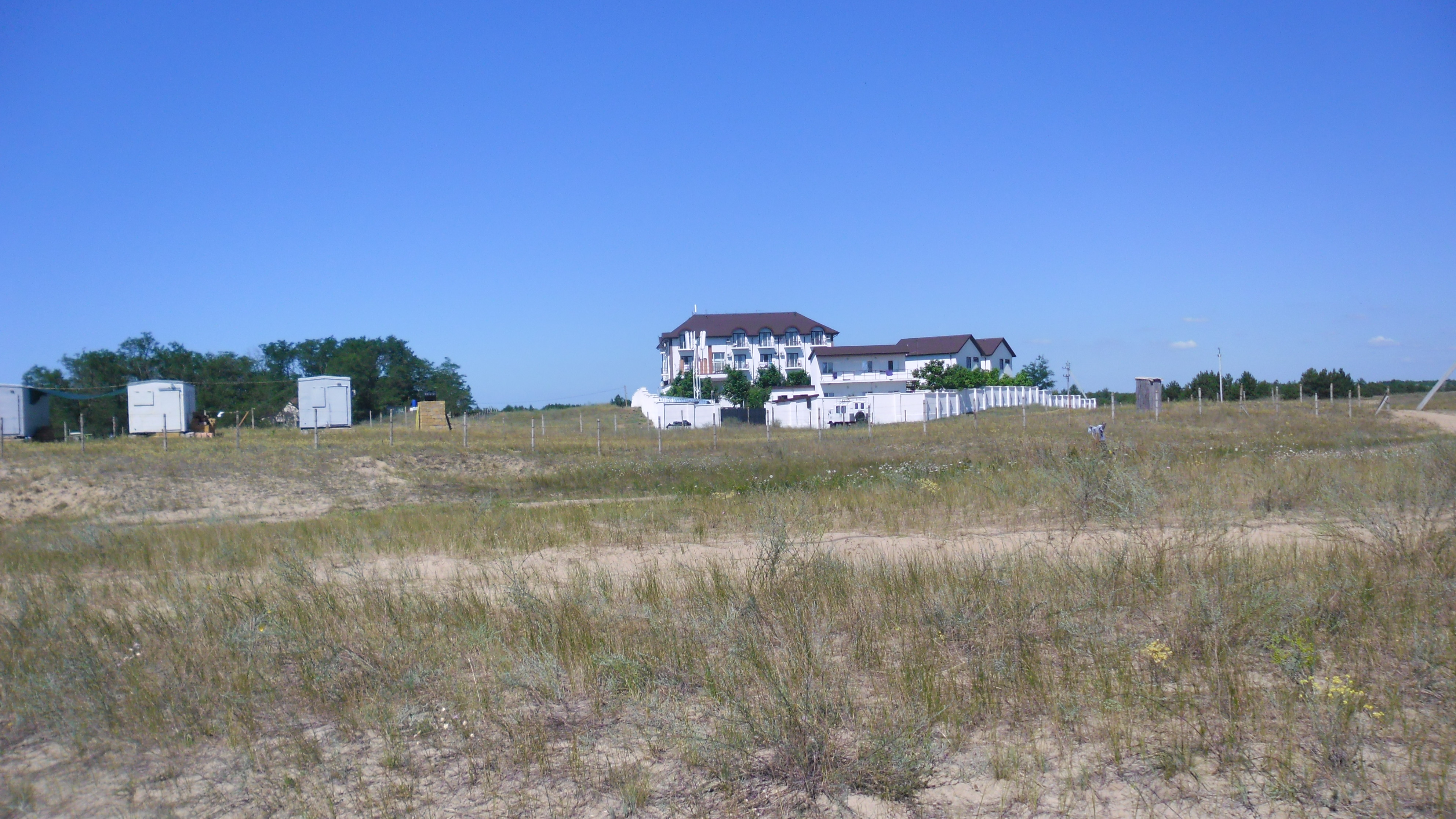
Покровка туристична. База відпочинку Пелікан.
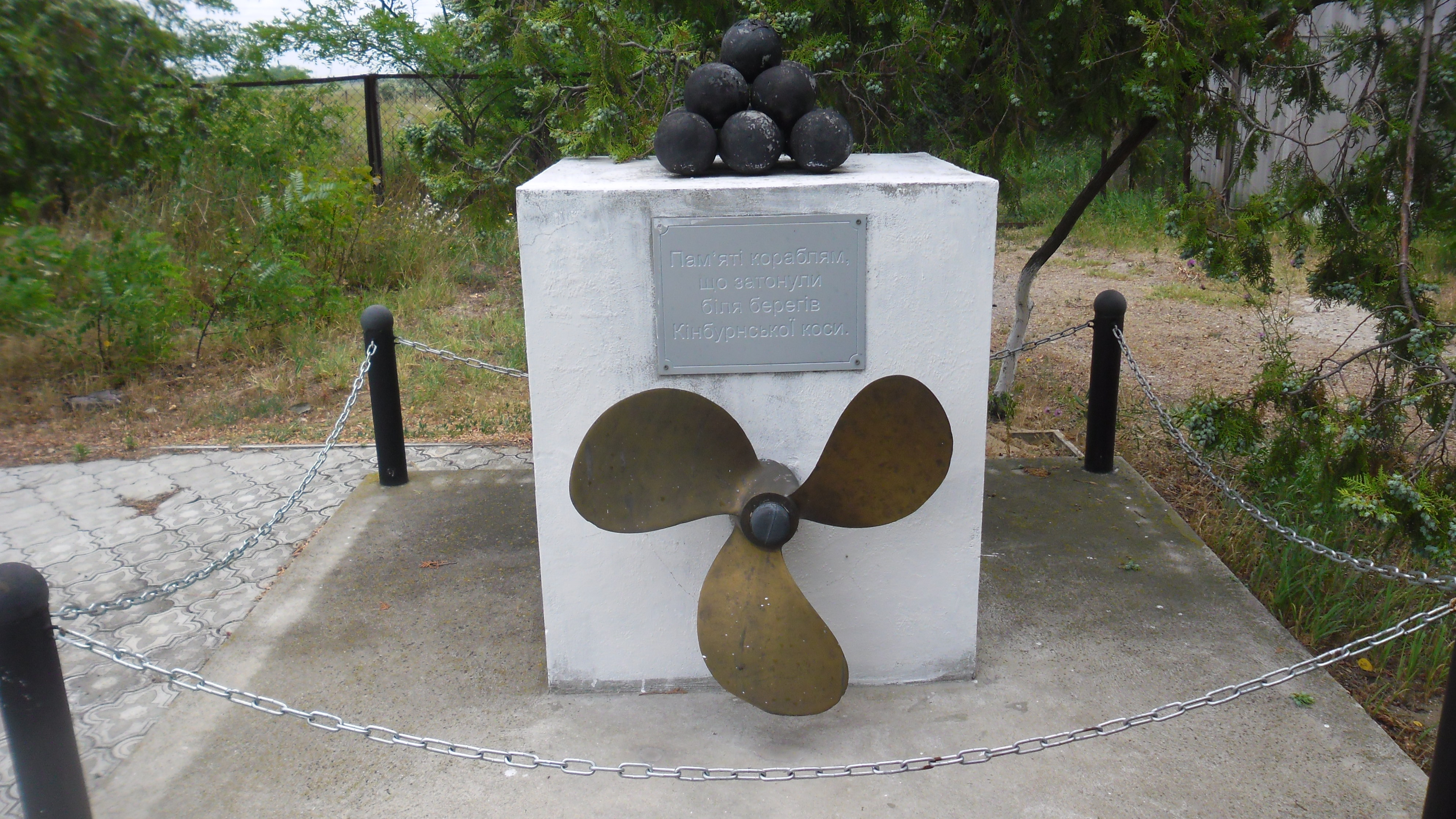
Пам'яті кораблів, що загинули поблизу Кінбурської коси.
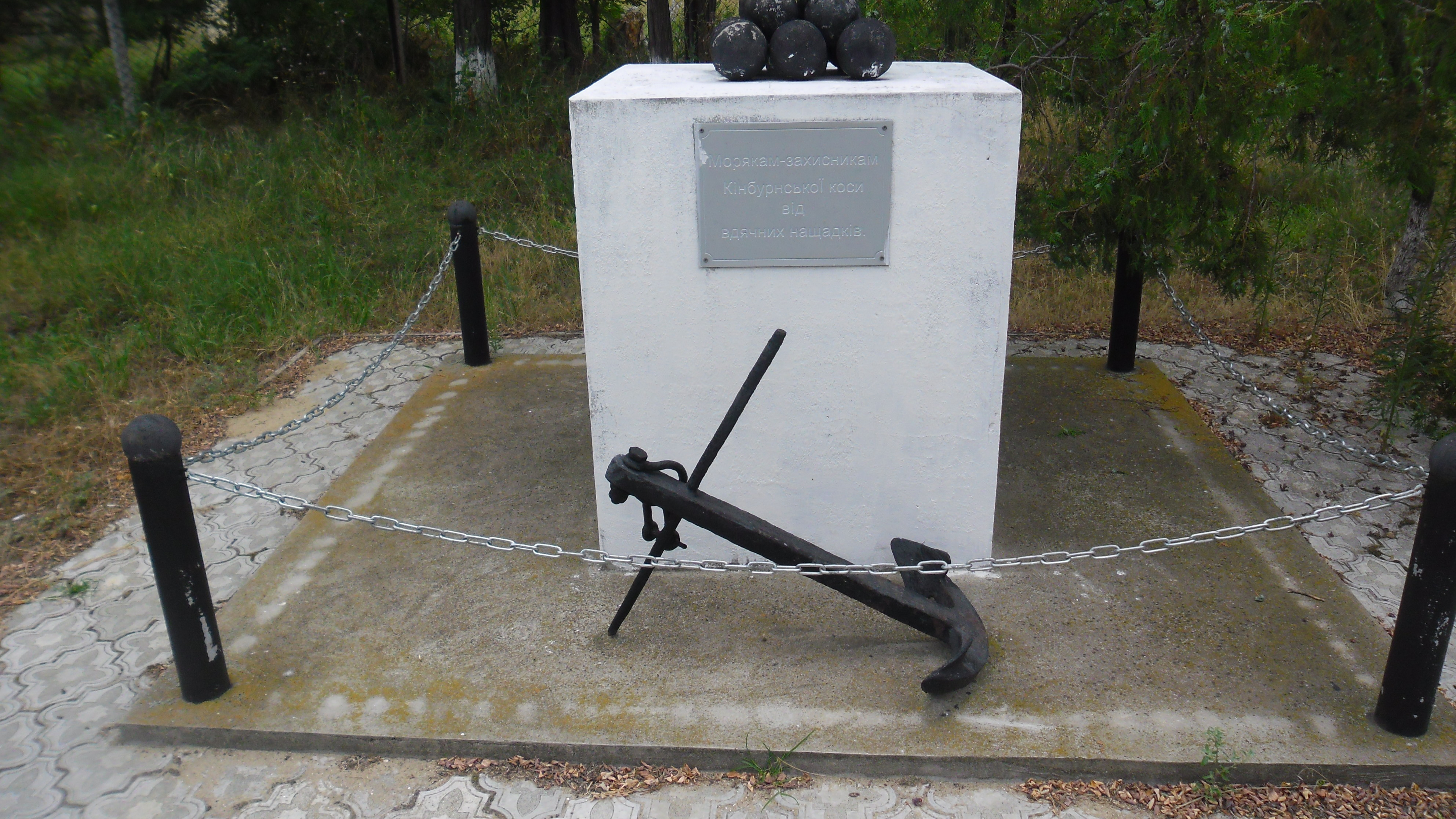
Пам'яті моряків-захисників Кінбурської коси.
Пам'ятник захисникам Кінбурна, що загинули у вересні 1941 р. Узбережжя Чорного моря.
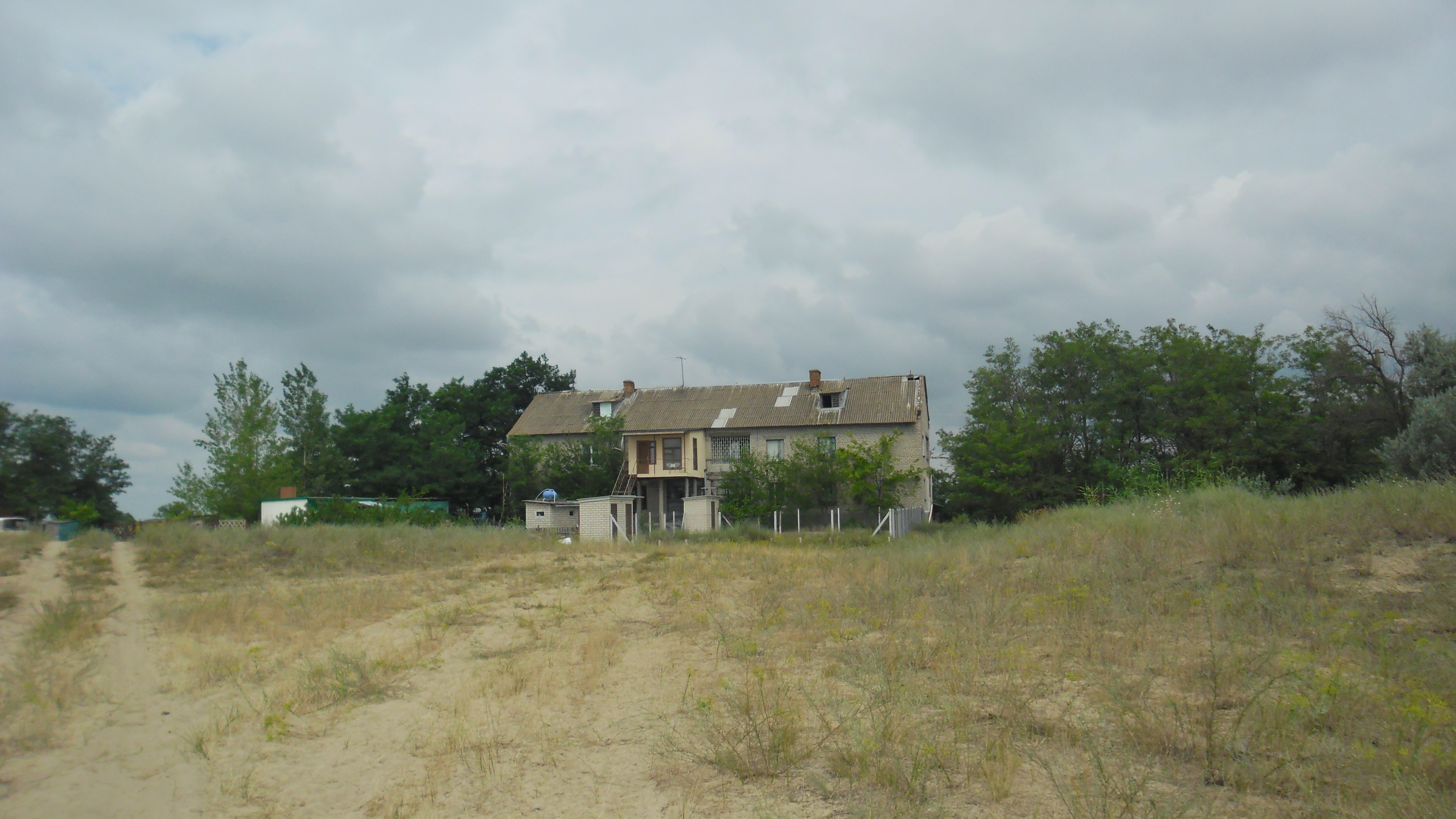
Єдиний багатоквартирний дім в с. Покровка ("Білий дім").
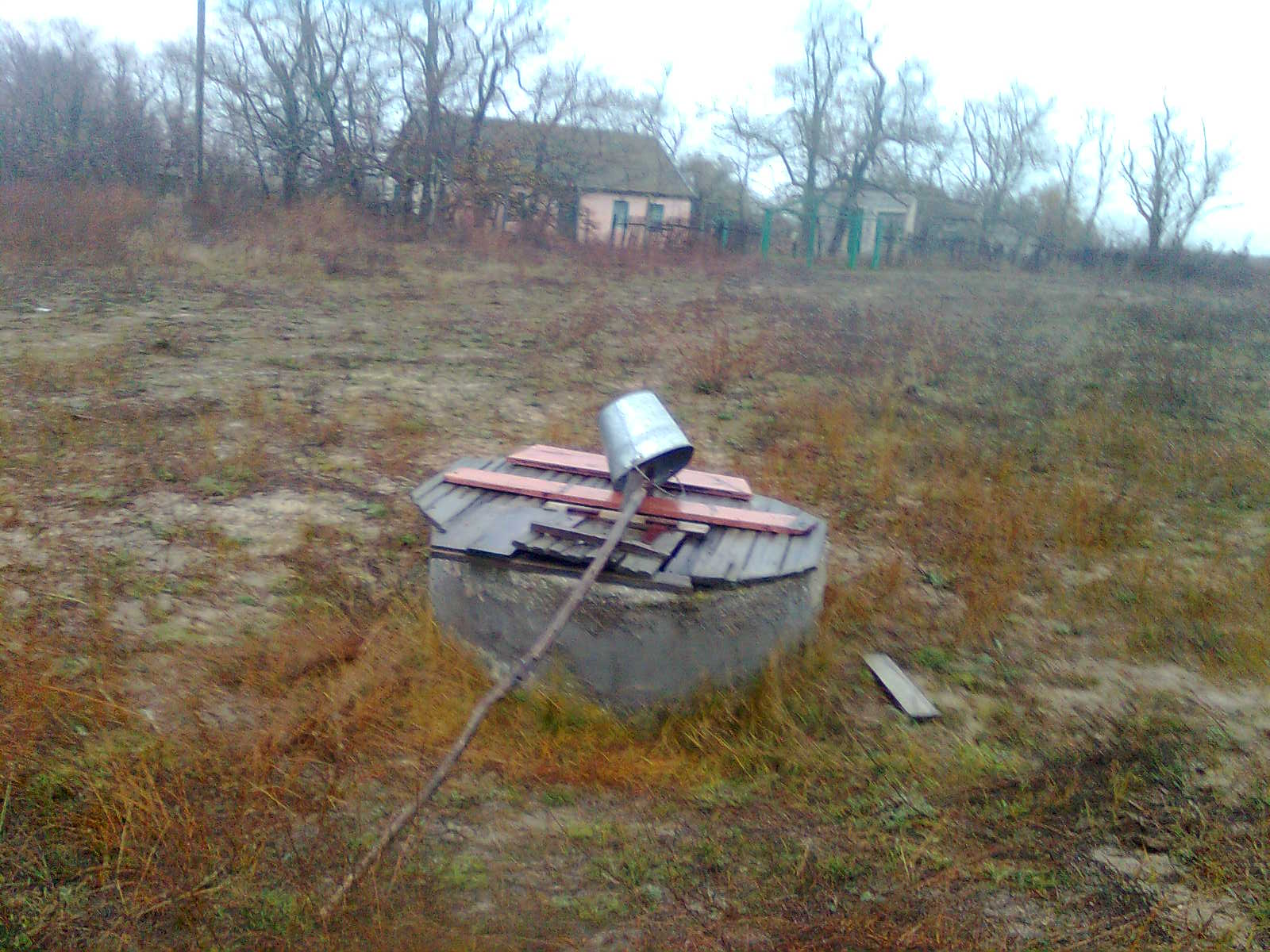
Криниця в старій Покровці.

## Інтернет-ресурси
- Облікова картка населеного пункту — Покровка на сайті Верховної Ради України[недоступне посилання з квітня 2019]
- Погода в селі Покровка [Архівовано 6 червня 2016 у Wayback Machine.]
- Історія сіл і міст України
- Покровка на earth.google